# Glynis Barber
Glynis Barber z domu van der Riet (ur. 25 października 1955 w Durbanie) – południowoafrykańska aktorka telewizyjna pochodzenia afrykanerskiego.

## Życiorys

### Wczesne lata
Urodziła się w Durbanie jako córka Heather Maureen z domu Robb i Fredericka Werndlya Barry’ego van der Rieta. Kiedy miała pięć lat, jej rodzice rozwiedli się; wraz z matką przeprowadziła się do Johannesburga. Dorastała w czasach apartheidu. Glynis Barber wspominała, że zainspirowała ją Helen Suzman, kiedy gościła w szkole.
Jak wspominała, w wieku pięciu lat, po obejrzeniu komedii rodzinnej Rodzice, miejcie się na baczności z Hayley Mills, postanowiła zostać aktorką. Dołączyła do grupy teatralnej i zainteresowała się literaturą. Kiedy miała piętnaście lat, zainspirowana przez jednego z nauczycieli, przeczytała wszystkie dzieła Williama Szekspira. Jej matka i ojczym zgodzili się, że po ukończeniu szkoły będzie mogła wyjechać do Londynu, by studiować aktorstwo. Gdy miała siedemnaście lat, zmarła jej matka. Przez następny rok podejmowała różne prace, była m.in. modelką. W wieku osiemnastu lat, dzięki wsparciu ojczyma, opuściła RPA i rozpoczęła trzyletnie studia w Mountview Theatre School w Londynie. Po ich ukończeniu pozostała w Anglii, gdzie podjęła pracę. W latach 1976–1979 była żoną aktora Paula Anthony’ego-Barbera, którego poznała w szkole teatralnej.

### Kariera
Występowała w teatrze, w tym w przedstawieniu Once In A Lifetime w reżyserii Trevora Nunna w Royal Shakespeare Company i Hamlecie w roli Ofelii. W 1978 zadebiutowała w filmie kinowym w horrorze Terror u boku Jamesa Aubreya, Michaela Craze'a, Williama Russella i Petera Mayhew. W 1981 otrzymała pierwszą większą rolę Soolin w serialu science fiction BBC Blake’s 7. Rok później wcieliła się w tytułową postać w serialu Jane (1982).
W latach 1985–1986 grała policjantkę Harriet Makepeace w serialu kryminalnym ITV Dempsey i Makepeace na tropie. Na planie tej produkcji poznała Michaela Brandona, grającego Jamesa Dempseya, jej serialowego partnera. Aktorzy pobrali się 18 listopada 1989. Mają syna Alexandra (ur. 1992).
Glynis Barber występowała także w filmach: dramacie Michaela Winnera The Wicked Lady (1983) z Faye Dunaway i Alanem Batesem, melodramacie Déjà Vu (1997) z Vanessą Redgrave i Stephenem Dillane, komedii fantasy On the Nose (2001) u boku Dana Aykroyda i Robbie’go Coltrane'a. W latach 2010–2011 i 2016–2017 wystąpiła łącznie w ponad 100 odcinkach opery mydlanej BBC EastEnders w roli Glendy Mitchell.

## Filmografia
- 1978: Terror
- 1981: Blake’s 7 (serial TV)
- 1982: Horror Safari
- 1982–1984: Jane (serial TV)
- 1983: The Wicked Lady
- 1983: Pies Baskerville’ów
- 1985: Tangiers
- 1985–1986: Dempsey i Makepeace na tropie (serial TV)
- 1988: Tales of the Unexpected (serial TV)
- 1994: Diagnoza morderstwo (serial TV)
- 1997: Déjà Vu
- 1998: Beings
- 1999: Highlander: The Raven (serial TV)
- 2001: On the Nose
- 2006–2007: Emmerdale (serial TV)
- 2009–2011: The Royal (serial TV)
- 2010–2017: EastEnders (serial TV)
- 2013: Na sygnale (serial TV)
- 2013: Hammer of the Gods: Młot bogów[7]